# ショウジョウトンボ
ショウジョウトンボ（猩々蜻蛉、Crocothemis servilia mariannae）はトンボ科に分類されるトンボの一種である。

## 特徴

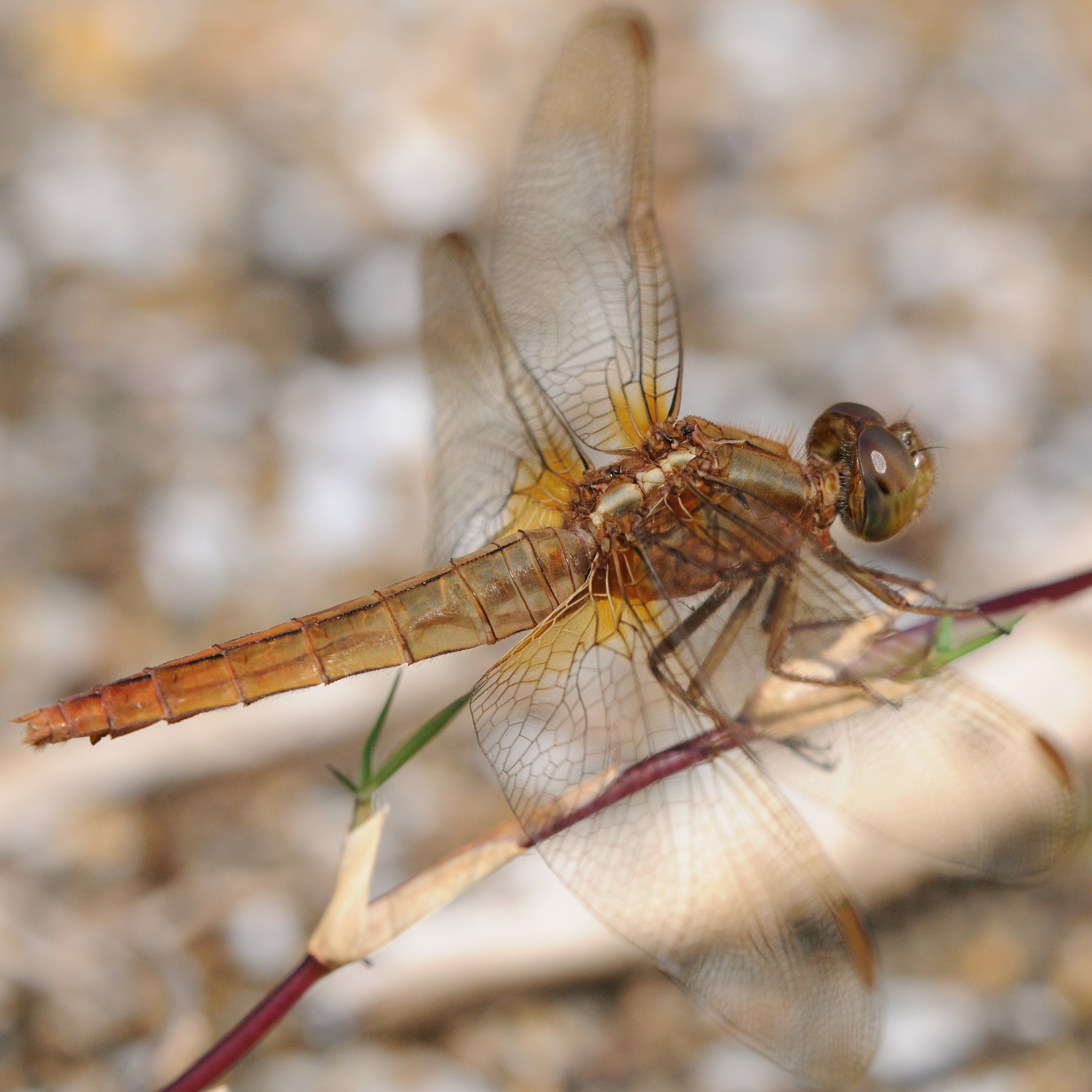
成熟した雌

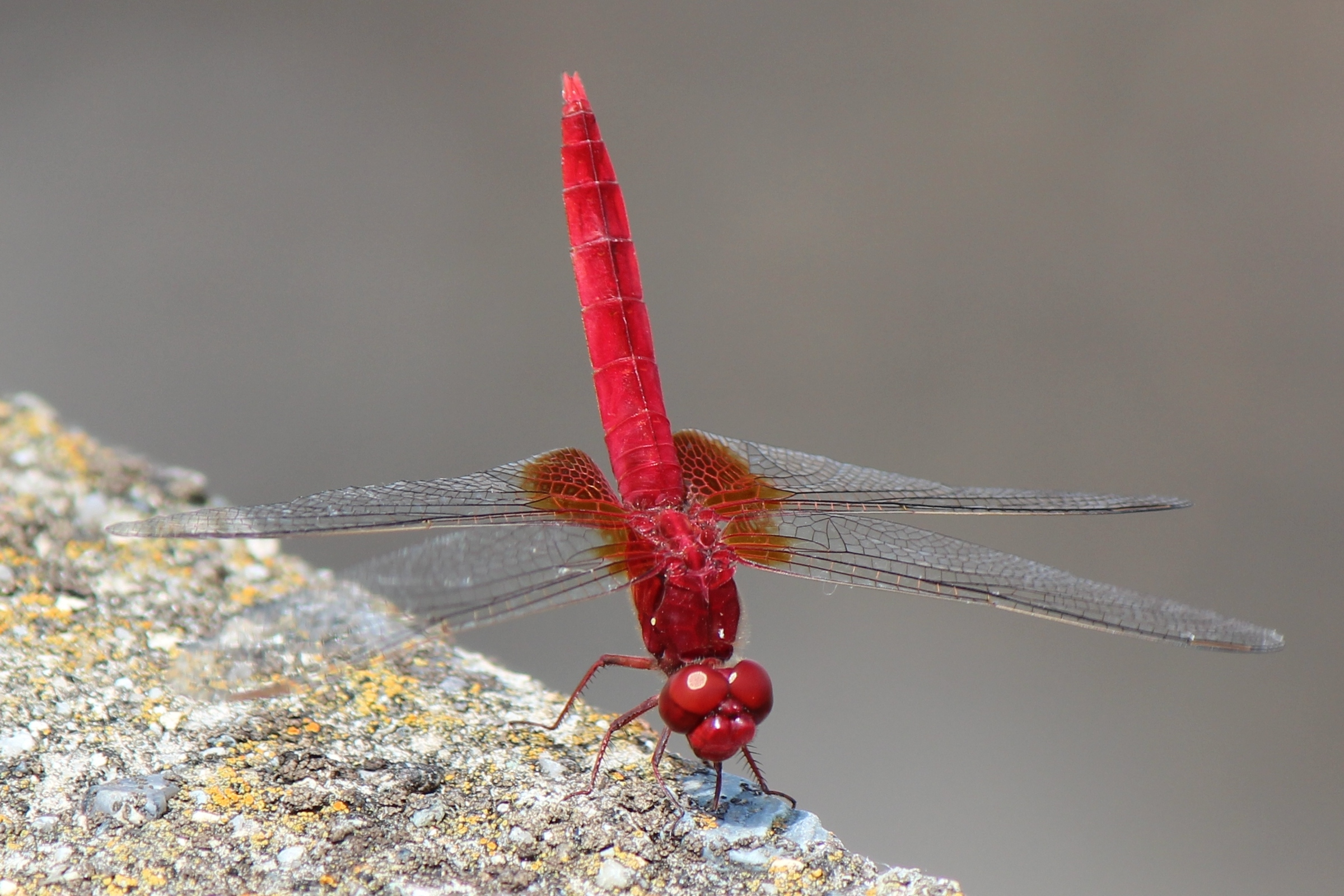
汐川干潟の堤防に留まる雄

オスは和名のショウジョウ（猩猩）から連想できるように真っ赤だが、メスはハクビシンを連想させる茶色である。
オスは単独で池の縁に強い縄張りを持ち、縄張りの縁に沿って力強く哨戒飛行をする。他のオスが飛来すると斜め20cm弱の距離に位置関係を保ち、地形に合わせて低空編隊（にらみ合い）飛行を見せる。やや下側を飛ぶのが地主である。時に激しく羽音を立てて格闘するが、メスの飛来にはおおらかである。交尾は、概ね向かい合って上下飛行を繰り返した後、やや高く2m位に上昇し、オス同士の格闘よりやや弱く縺れ合い、数秒以内ですませているように見える。おつながり飛行は観察できない。交尾後にメスは飛びながらアオミドロなどの水草を腹の先でこするように産卵する。オスは、産卵中のメスの上空1m未満でホバリングし、他者（虫）の接近を許さない。雄の飛翔は速くてパワフルであり、風に乗ってゆっくり飛ぶことはなく、哨戒飛行の後はすぐに縄張り内のお気に入りの基点に止まり警戒を続ける。メスは同じオスの縄張りに居座らないで産卵後はさっさと移動する。また、飛翔はオスに比べて緩やかである。
羽化直後は黄色がかって羽もキラキラで初々しい。飛翔は弱々しく、午前中の最初の飛行でツバメやスズメの餌食になることが多く観察できる。飛翔後の晩は、巣立った池の周囲の開けた草地の地面から10cm内外の高さの草の上に水平に止まっていることが多く、見つけやすい。草陰等に露を避けるようにぶら下がって止まっているのではない。概ね2-3日で姿を消す。
ヤゴは、水底より水草に留まって生息している。水槽観察では、オオカナダモの中に潜み、時に発生するアオミドロの中には好んで移動する。食物は、肉眼では微小（ミジンコの1/10程度）な動物プランクトンを希にみる程度の水盤でも冬を越し、十分に成長し成熟する。
4月の雨上がりの数日後の晴れた日には、一坪程の産卵繁殖池から7-8メートル離れた伸びたスズメノカタビラの（水没しない）繁茂地の湿った地面上でヤゴを発見することが多々あり、歩行は素早いので、陸上での採餌活動も推測される。
7月のヘリコプターによる地区一斉の水稲農薬散布後には、必ず池の周辺にオスの死骸を発見できる。数日以内に新たなオスの定着がみられることからオスの縄張り探しの飛翔は数キロメートル以上の広範囲になることも推測される。さらに、オスが定着すると一日に数度の格闘を目撃でき、負け去るオスは直線的に稲田上を高速で視界から消えるので一気に数キロメートルは移動する能力がある。このため、専ら稲田上等で旋回しながら虫を探すツバメに捕食される確率は低く、近隣のツバメの巣の下の虫くずに、成熟したオスの残骸は見当たらない。

## 分類
以下の亜種が知られている。
- Crocothemis servilia mariannae - ショウジョウトンボ、北海道南端の一部から屋久島まで分布。
- Crocothemis servilia servilia - タイリクショウジョウトンボ、トカラ列島以南に分布し、鹿児島県で「分布特性上重要」の指定を受けている。

## 保全状況評価
IUCNは保全状況を（タイリクショウジョウトンボ Crocothemis servilia として）軽度懸念としている。
日本では以下の都道府県により、レッドリストの指定を受けている。
- 希少野生生物(Cランク) - 青森県（環境省の準絶滅危惧相当）[4]
- 分布特性上重要 - 鹿児島県

## 近縁種
- Scarlet dragonfly (Crocothemis erythraea)